# معدن سنگ رستم‌آباد
معدن سنگ رستم‌آباد ۱۱۴ - k در شهرستان کنگاور، جاده کنگاور به سلطان آباد واقع شده و این اثر در تاریخ ۱۰ دی ۱۳۸۱ با شمارهٔ ثبت ۶۶۴۸ به‌عنوان یکی از آثار ملی ایران به ثبت رسیده است.